# スコット・コーカー
スコット・コーカー（Scott Coker、1962年10月3日 - ）は、アメリカ合衆国の総合格闘技プロモーター。Bellator MMA社長。Strikeforceの創立者で元CEO。

## 来歴
テネシー州出身のアメリカ人で朝鮮戦争の直後に韓国へ渡った父親と韓国人の母親の間に韓国ソウルで生まれる。9歳のときに父親の母国アメリカ合衆国に帰国し、1973年からカリフォルニア州サンノゼに定住した。
アメリカ移住後に、武道家で俳優のアーニー・レイエスの弟子として格闘技のトレーニングに励み、テコンドーの黒帯を取得。格闘技デモンストレーションチームのthe West Coast Demonstration Teamに在籍した。1986年にはISKA発足時の役員になっている。
21歳のときに格闘技の指導をしていたジムでクアーズに勤務する生徒から、クアーズがESPNで放送されるキックボクシング大会のスポンサーになると聞かされ、その大会のプロモーターをやってみないかと誘われると、コーカーはプロモーターの経験が全く無かったが引き受け、大会の宣伝、選手との契約、テレビ契約の交渉、試合会場の確保などプロモーター活動に奔走し、大会を開催して成功させた。

### Strikeforce
1985年、キックボクシングのプロモーションとしてStrikeforceを創立。
2006年3月10日、Strikeforceとして初めての総合格闘技の大会となった「Strikeforce: Shamrock vs. Gracie」を、カリフォルニア州サンノゼのHPパビリオンで開催。その後、Showtime及びCBSと提携して大会運営を行い、またEliteXCの大会を共催するなどして、StrikeforceをUFCに次ぐ全米第二規模の団体までに築き上げた。
2011年3月、ZuffaがStrikeforceを買収。

### Bellator MMA
2014年6月18日、ビヨン・レブニーの後任としてBellator MMAの社長に就任したことが発表された。就任後にレブニー在任時代に行われていたトーナメント中心の大会方針を廃止した。

## 人物
- K-1がアメリカ進出時にESPNとテレビ契約を交わしたときに、K-1 USAの責任者として携わった[2]。
- 俳優として、Dragon Fight (1989年)、The Last Dragon (1985年)、Surf Ninjas (1993年)などの映画に出演している[3]。